# Ljugarmyrtjärnen
Ljugarmyrtjärnen är en sjö i Piteå kommun i Norrbotten och ingår i Byskeälvens huvudavrinningsområde. Sjöns area är 0,028 kvadratkilometer och den befinner sig 395 meter över havet.